# Autoroute A 42
Die Autoroute A 42 (kurz: A 42) ist eine französische Autobahn, die Lyon über Villeurbanne mit Pont-d’Ain verbindet. Sie bildet auf gesamter Länge die Europastraße E 611 und ist in Verlängerung über die A 40 und A 39 Teil einer östlichen, parallel zur A 6 über Bourg-en-Bresse und Dole verlaufenden Autobahnverbindung nach Dijon. Ihre Länge beträgt insgesamt 54 km.
Bedeutung kommt der Autobahn insbesondere als Teilstrecke der Direktverbindung von Lyon nach Genf und Strasbourg zu.

## Verlauf
Die Autoroute A 42 führt in überwiegend nordöstlicher Richtung von Villeurbanne über Montluel und Ambérieu-en-Bugey bis nach Druillat, wo sie in die von Mâcon über Genf bis zum Mont-Blanc-Tunnel verlaufende Autoroute des Titans/Autoroute Blanche (A 40) übergeht. Sie ist von ihrem Beginn an der Nord- bzw. Südumfahrung (Périphérique Nord bzw. Sud) von Lyon bei Villeurbanne bis zur Mautstelle (frz. péage) bei Beynost gebührenfrei. Dort trifft sie auf die als Ausweitung der Rocade Est gedachte, in Nord-Süd-Richtung verlaufende A 432 La Boisse (A 46) - Saint-Laurent-de-Mure (A 43).
Hinter Vaulx-en-Velin, bei Bois des Ormes, kreuzt die A 42 die Osttangente (Rocade Est) von Lyon, die am südlichen Abzweig als gebührenfreie Nationalstraße 346 in Richtung Grenoble (A 43) und Marseille (A 7), und am nördlichen Abzweig als gebührenpflichtige A 46 in Richtung Paris (A 6) führt.
In Druillat geht die A 42 in Hauptfahrtrichtung, anders als die Nummerierung vermuten lässt, direkt in die A 40 über. Dasselbe gilt für die A 40 in Gegenrichtung, die dort zur A 42 wird (TOTSO).

## Geschichte
- 1983: Eröffnung des Teilstücks Lyon - Chazey-sur-Ain (D383 - F.P.) – 12. April
- 1986: Eröffnung der Abfahrt Rillieux-le-Pape (A 46 Nord)
- 1988: Eröffnung des Teilstücks Chazey-sur-Ain - Pont-d'Ain (A 40, F.P.) – 25. November
- 1991: Eröffnung der Abfahrt Thil (A 432)
- 1993: Eröffnung der Abfahrt Vaulx-en-Velin (N 346)
- 2007: Eröffnung der Abfahrt Montluel-La Boisse – 10. Mai
- 2007: Eröffnung des auf 2x3 Spuren erweiterten Teilstücks Beynost - Meximieux (A 432 - F.P.)

## Großstädte an der Autobahn
- Lyon
- Villeurbanne